# KZ-Außenlager Leipzig-Thekla

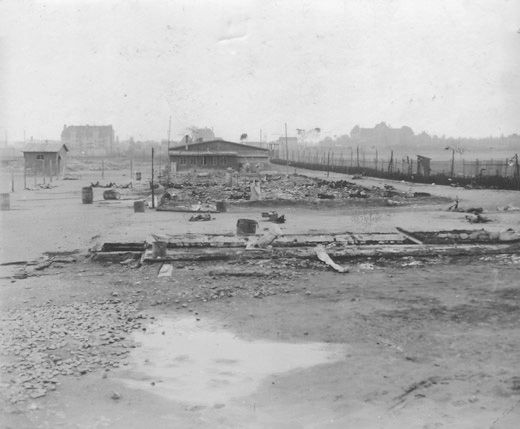
Überreste der völlig heruntergebrannten Holzbaracke des Buchenwalder Außenlagers Leipzig-Thekla Teil Abtnaundorf nach dem Massaker von Abtnaundorf der SS vom 18. April 1945. Aufnahme vom April 1945

Das KZ-Außenlager Leipzig-Thekla in Leipzig war ein von Anfang März 1943 bis April 1945 bestehendes Außenlager des KZ Buchenwald für über 1450 männliche KZ-Häftlinge (März 1945). Die Häftlinge mussten Zwangsarbeit bei der Erla Maschinenwerk GmbH leisten.

## Aufbau und Funktion des Lagers und Häftlinge
Das Außenlager Leipzig-Thekla wurde im März 1943 als Außenlager des KZ Buchenwald aufgebaut und umfasste zuletzt drei Standorte. Das Lager Theklaer Straße/Sandgrube in Thekla war das einzige der drei Lager, das nicht direkt auf oder an einem der Werksgelände der Erla Maschinenwerk GmbH untergebracht war. Das Lager Wodanstraße in Heiterblick war in einem umzäunten Bereich im Stammwerk (Werk I) der Erla Maschinenwerk GmbH angesiedelt und das in Abtnaundorf ans Werksgelände von Werk III angrenzend. Die Häftlinge wurden bei den Erla Maschinenwerk zur Montage von Flugzeugteilen für die Messerschmitt Bf 109 eingesetzt. Die Produktion bei den Erla Maschinenwerken kam spätestens Anfang März 1945 aufgrund alliierter Bombardements zum Erliegen.

## Häftlinge
Die zumeist politischen Häftlinge waren zumeist Polen, Franzosen, Tschechen und Bürger der Sowjetunion, die Ende 1943 (900) und 1944 (1800) aus dem KZ Buchenwald nach Leipzig-Thekla überstellt wurden. Bis zur Auflösung des Außenlagers Leipzig-Thekla starben mindestens 109 Häftlinge aufgrund der inhumanen Arbeitsbedingungen, Nahrungsmangel, Krankheiten, nach Misshandlungen durch die Lager-SS und alliierte Bombardements. Kranke und arbeitsunfähige Häftlinge wurden wieder nach Buchenwald überstellt.

## Endphase des Lagers

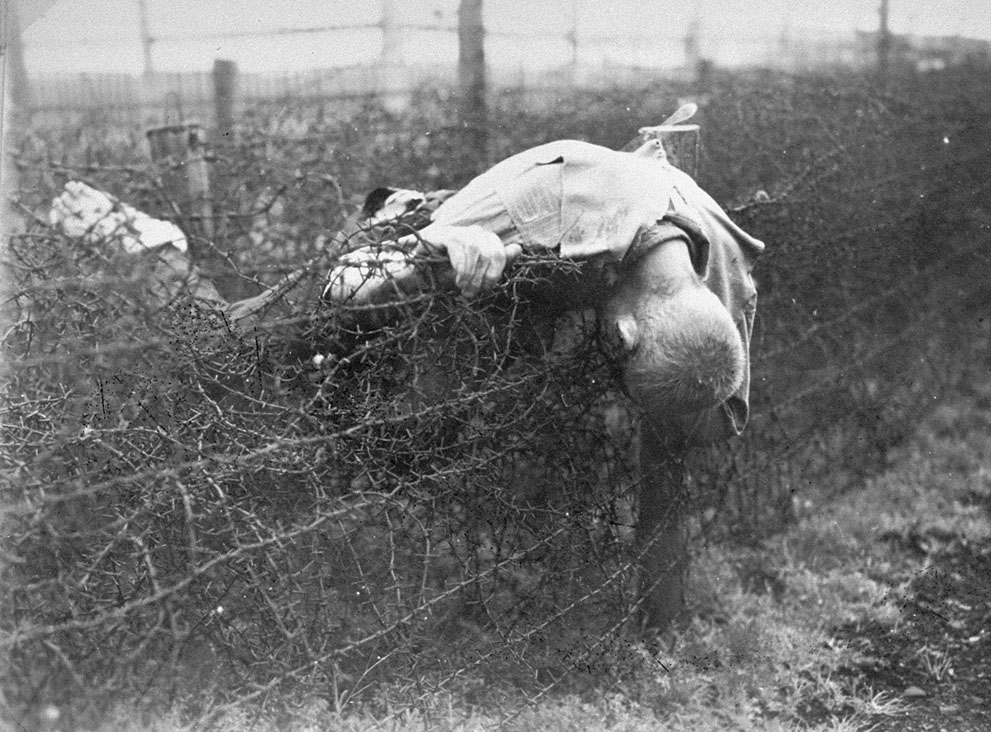
Ein über dem Stacheldrahtzaun des Buchenwalder Außenlagers Leipzig-Thekla hängender toter Häftling nach dem Massaker

Aus dem aufgelösten KZ Groß-Rosen und dessen Außenlager Gassen kamen bis Anfang April 1945 etwa 2000 Häftlinge in Evakuierungstransporten im Außenlager Leipzig-Thekla an und wurden von dort am 13. April 1945 mit tausenden Häftlingen aus Leipziger Außenlagern auf einen Todesmarsch geschickt. Die Befreiung in Teplice erlebten nur etwa 300 Häftlinge.
Am 18. April 1945 fielen mindestens 80 der 304 im Lager Theklaer Straße/Heiterblickstraße verbliebenen kranken und marschunfähigen Häftlinge dem durch Gestapomitarbeiter, SS-Angehörige und Volkssturmmännern verübten Massaker von Abtnaundorf zum Opfer. Dort erinnert seit 1958 ein Obelisk an die Opfer des  Massakers von Abtnaundorf mit der Inschrift: „An dieser Stelle wurden am 18. April 1945 80 Widerstandskämpfer von SS-Mördern lebendig verbrannt“.

## Nach Kriegsende

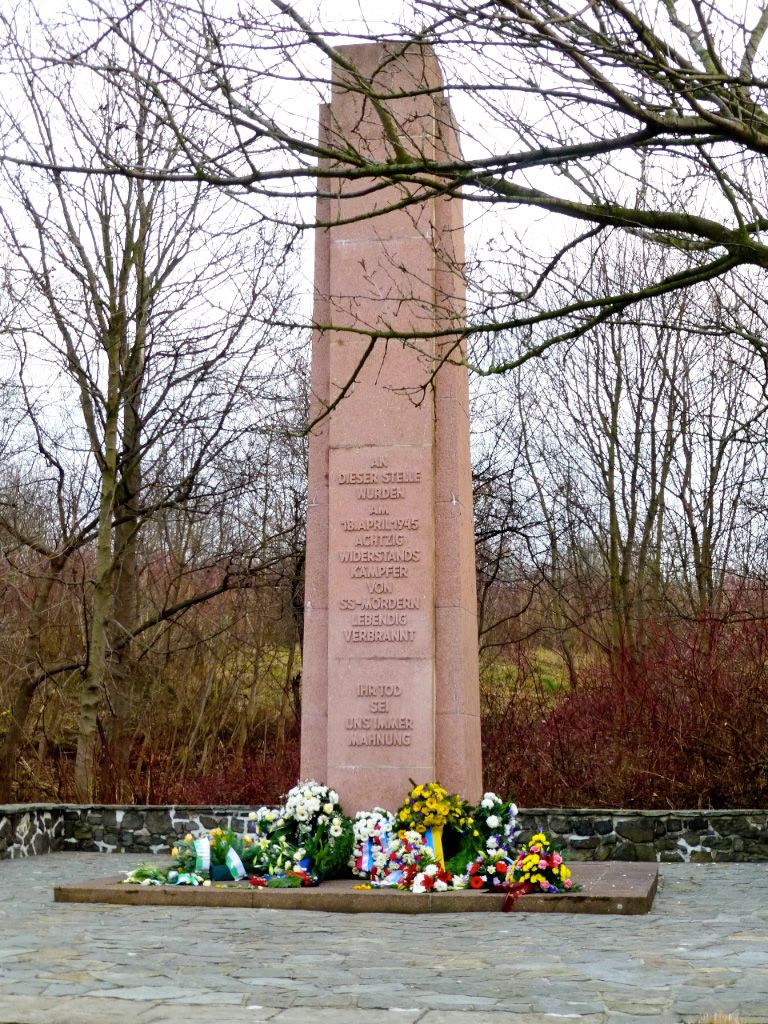
Obelisk an der Theklaer Straße (2015)

Ende Juni 1945 wurde die Erla Maschinenwerke abgewickelt und die Fabrikanlagen demontiert. Das Stammwerk und das dort befindliche Lager waren bereits durch Bombardements zerstört. Das Lager Theklaer Straße/Sandgrube wurde später für Umsiedler genutzt. In den Überresten des Lagers Theklaer Straße/Heiterblickstraße in Abtnaundorf wurden Werkstätten zur Möbelproduktion eingerichtet.

## Gedenkstätte Zwangsarbeit Leipzig
Seit 2001 gibt es auf dem Gelände des ehemaligen Lagers eine Gedenkstätte Zwangsarbeit Leipzig, unter anderem mit wechselnden Ausstellungen und Veranstaltungen.